# Marcos Vidal
Marcos Vidal Roloff (Fráncfort del Meno, Alemania, 10 de diciembre de 1965) es un cantante, pastor de la Iglesia Evangélica Salem, compositor, pianista y escritor alemán, naturalizado español.

## Biografía
Hijo del pastor evangélico Manuel Vidal y Ana Roloff, hermano de Miriam, Tirsa y Dan. Fue llevado a Madrid, España, a muy temprana edad y en esta ciudad ha residido prácticamente toda su vida. Comenzó muy joven su carrera musical, en 1984, ya que desde los 13 años desempeñaba un importante papel en el ámbito musical de la Iglesia Evangélica Salem, que pastoreaba su padre. Con el paso de los años, lo que empezó como un servicio en una iglesia local, se transformó en un ministerio de alcance nacional cuando tenía 19 años de edad. Tiene tres hijos, Ben, Marcos y Joel, todos ellos vinculados a la música y con quienes ha colaborado en algunas de sus canciones. Sus dos hijos mayores, Ben y Marcos, son músicos profesionales y artistas conocidos con los pseudónimos de Lupo Vidal y Necko Vidal, respectivamente. En su última producción, que lleva el título «Lo que vemos», sus tres hijos cantan con él en la canción «Oración»; además, en esta misma producción Marcos Vidal hace un dúo con su hijo menor Joel en «Cara a cara», una canción que se ha convertido en un clásico.

### En los Noventa
En 1990 sale a la luz su primera producción musical: "Buscadme y viviréis". Previamente había grabado un casete titulado "Más allá de la frontera". "Buscadme y viviréis" recoge las primeras canciones con las que el compositor influyó notablemente entre los cristianos españoles.
Se tituló con matrícula de honor en la carrera de piano por el Real Conservatorio Superior de Música de Madrid. Luego estudió en el Instituto Bíblico Berea de Alemania. A los 26 años decidió seguir el ministerio pastoral, siguiendo el ejemplo de su padre, en 1992.
En 1993 apareció su segundo álbum Nada especial, en CD, con el sello de Nuevos Medios, que, junto con su primera producción, logra llevar al cantante al continente americano. Este reconocimiento internacional lo anima a trabajar con la compañía Sparrow Records y de esta manera Marcos Vidal se consagra como el primer cantante español cristiano que firma con una compañía americana. Se reeditan para el mercado americano los anteriores trabajos: Buscadme y viviréis y Nada especial.
En 1996 Cara a cara, su primer álbum bajo el sello de Sparrow Records, se consolida como una de las producciones cristianas en español más vendidas en el mundo, superando en pocos meses las 100.000 copias vendidas. Por este motivo, en 1997, es galardonado con el "International Award GMA" al mejor cantante internacional de habla no inglesa. También en 1997, Marcos edita su cuarto disco "Mi Regalo" y es nominado a los "Premios Dove" en la categoría: Mejor álbum del año en español.
Además aporta a la educación teológica de los niños con el disco "El arca", donde reúne a todo un elenco de lo mejor del mundo artístico cristiano de habla hispana para realizar un musical sobre la historia del Arca de Noé.

### Del 2001 al presente
Vidal cerró el milenio con la publicación de su novela titulada Nuva la Hormiga (Zondervan), obra que dedica a su segundo hijo y a partir de la cual surge el nombre artístico de este, Necko Vidal. 
"Por la vida", 2001, es un álbum donde reúne los éxitos de todas sus producciones hasta ese entonces, incluyendo la canción „Israel“ que aparece en un disco en el que participan distintos artistas con el mismo nombre.
Su siguiente producción es "Pescador", 2001, disco que hace énfasis en la pasión de un hombre por llevar la Palabra del Señor a todas las naciones usando como ejemplo al pescador. También se graba uno de sus primeros vídeoclips sobre "El cantar de Nuva", ganando en la categoría Video musical Latino Formato Corto del Año los " Premios Enlace Musical 2003". Este último tema está basado en un libro que editó en Estados Unidos: "Nuva", un cuento entre hormigas con un hermoso contenido.
"Alabanza y adoración en vivo" (grabado desde España), 2003, es el primer disco grabado en vivo frente a miles de personas por Marcos Vidal, donde combina música congregacional y ritmos actuales, sin perder su poético estilo. Esta grabación incluye la participación de 33DC, Abraham Laboriel y Justo Almario (ex componentes de Koinonía), Paul Jackson Jr., Luis Conte, Chester Thompson, Tom Brooks, Juan Carmona, "El Viejín" y "el Guadiana", además de un coro de 160 voces. Fue grabado en el Palacio Municipal de Congresos de Madrid. Recibió el premio "Enlace Musical 2003" categoría de Álbum de alabanza/adoración y el "Arpa 2003" por Mejor Álbum vocal masculino, Álbum Del Año de las cuatro nominaciones que tenía.
"El trío", 2003, es un disco grabado junto con Roberto Orellana y René González, al estilo de los tríos y boleros. Con letras inspiradoras y cantos contemporáneos como "El que habita" te llevará a la reflexión. Este es sin duda un disco fuera del estilo típico de Marcos Vidal.
En 2004 obtuvo tres nominaciones a los Premios Arpa sin obtener ninguno.
"Aire acústico", su novena producción, se basa más que todo en un pequeño recorrido de sus canciones más exitosas, con un bello estilo de estudio acústico, con la inclusión de dos temas inéditos: "Discípulos" y "Mi esperanza", al propio estilo de Marcos Vidal. Recibe premios "Arpa 2005" en las categorías de Canción del año y Mejor álbum vocal masculino.
Su obra "Dedicatoria", producida en España y en Estados Unidos a la vez, es el más completo de todos sus discos, con un novedoso estilo que mezcla ritmos españoles con letras muy inspiradoras. El nombre de este disco se debe a que cada canción va dedicada a una persona o evento, lo cual se destaca en uno de los temas más impactantes del álbum, "Tu costado sigue abierto", donde reflexiona e invita a la reflexión sobre los atentados del 11 de septiembre. Con "Magerit" compone un homenaje a los muertos en el atentado del 11 de marzo en Madrid, donde canta con Antonio Carmona (cantante del grupo Ketama), apareciendo en la banda sonora de "Madrid 11-M Todos íbamos en ese tren" (conjunto de cortos en el que intenta reflejar y profundizar en lo que sucedió en el atentado desde un punto de vista bastante subjetivo). Ganó premios "Arpa 2006" por esta obra en las categorías Compositor del año (Nadie como tú), Mejor álbum vocal masculino y el Premio Especial de la academia.
Sería también reseñable la participación del cantante y predicador en diversas partes del mundo en eventos como el Festival con Luis Palau, los superclásicos de Dante Gebel, en los que ha coincidido con Carlos Anacondia, Aderqui Ghioni, Claudio Feidzon, PETRA, José Luis Rodríguez "El Puma", Yuri, Juan Luis Guerra, Rescate, Lole Montoya, Jailene Cintrón, Ricardo Montaner, Francesca Patiño ("Tú eres"), entre otros. Ha participado en "Ahora es el tiempo" (video Cooperación Misionera de Hispanos de Norteamérica COMHINA con Marcos Witt, Doris Machín, Danilo Montero, Marco Barrientos, Jaime Murrell, René González y muchos más) y en otras grabaciones y recopilaciones junto a Miguel Cassina, Torre Fuerte, entre otros.
Ha grabado duetos con las hermanas Rivero en un CD titulado "Edición Limitada", cantó junto a Cristal Lewis la canción "Quiero ser como Jesús" (versión en español), también participó cantando "Solo Tú" en el CD alabanza Viva de Álvaro López y el tema "Mi Esperanza" del CD Una Vida Con Propósito.
En 2010 participó en vivo con Jesús Adrián Romero en el álbum "El brillo de mis ojos" y el tema "Jesús" el cual es nominado en la octava entrega anual de "Los Premios Arpa 2011" Como mejor "canción al año" que se premiaron el 21 de mayo de 2011 en el MAC Center, Miami, vídeo que fue grabado en Madrid. En 2013, es nominado en la categoría mejor álbum de música cristiana con la producción "Tú Nombre" de los Latin Grammy. Tres años después, en los Premios Grammy Latinos 2016 ganó el premio a Mejor Álbum Cristiano, producido por Tom Brooks y Josué Pineda.
El álbum "Sigo Esperándote" fue lanzado el 1 de noviembre de 2013. Los temas el este disco incluyen El Ladrón y El Niño de Belén II. La producción musical del álbum fue por Rai Torres, con arreglos de Dan Vida y bajo la producción ejecutiva de Eliseo Tapia.
“Marcos Vidal, 25 años” es un disco conmemorativo. En el año 2017, Marcos lanza su vídeo sencillo con Ulises de la banda cristiana Rescate titulado La Cruz.
SeEn su nuevo álbum “Lo que vemos”, Marcos Vidal presenta 10 canciones que reflejan diversas etapas de su vida, explorando sentimientos tanto positivos como negativos. Cada tema en el álbum lleva una referencia bíblica, con Efesios 1:18 destacándose como el versículo que captura la esencia del álbum. La producción estuvo a cargo de Mike Rodríguez y Kiko Cibrián. Notablemente, sus hijos Lupo, Necko y Joel colaboran en canciones como “Oración” y “Cara a Cara”. Disponible en todas las plataformas digitales, este álbum busca conectar con el público a través de experiencias de fe y esperanza, destacando que Dios siempre está presente en nuestras vidas, sin importar las circunstancias.

## Discografía
| Año de publicación | Título                                            | Discográfica                                         |
| 1990               | Buscadme y viviréis                               | Producciones Inauditas/Vida Music-Piedra Angular     |
| 1993               | Nada especial                                     | Nuevos Medios/Vida Music-Piedra Angular              |
| 1996               | Cara a cara                                       | Sparrow/Marcos Vidal Music-Vida Music-Piedra Angular |
| 1997               | Mi regalo                                         | Sparrow-Piedra Angular                               |
| 1997               | El arca                                           | Vidal Music-Vida Music-Piedra Angular                |
| 2001               | Por la Vida                                       | Vidal Music                                          |
| 2002               | Pescador                                          | Colune-Vida Music                                    |
| 2003               | Alabanza y adoración en vivo                      | Colune-Vida Music-Nuva Music                         |
| 2003               | Música para una vida con propósito                | Vida Music                                           |
| 2004               | Aire acústico                                     | Vidal Music                                          |
| 2005               | Dedicatoria                                       | Vidal Music                                          |
| 2012               | Tu nombre                                         | Nuva Music Inc                                       |
| 2013               | Sigo esperándote                                  | Nuva Music Inc                                       |
| 2016               | 25 años                                           | Nuva Music Inc                                       |
| 2018               | Cara a Cara (Versión en portugués de Cara a cara) | Heaven Music                                         |
| 2018               | Dedicaçao (Versión en portugués de Dedicatoria)   | Heaven Music                                         |
| 2023               | Lo Que Vemos                                      | Heaven Music                                         |

## Premios y nominaciones

### International Award GMA
| Año  | Categoría                          | Trabajo Nominado | Resultado | Ref              |
| ---- | ---------------------------------- | ---------------- | --------- | ---------------- |
| 1996 | Mejor Cantante de habla no inglesa | Marcos Vidal     | Ganador   | [cita requerida] |

### Premios Arpa
| Año  | Categoría                   | Trabajo Nominado                        | Resultado | Ref    |
| ---- | --------------------------- | --------------------------------------- | --------- | ------ |
| 2003 | Canción del Año             | Canción "Oh Señor"                      | Nominado  | [ 7 ]  |
| 2003 | Compositor del Año          | Marcos Vidal                            | Nominado  | [ 7 ]  |
| 2003 | Mejor Álbum vocal masculino | Álbum "Alabanza y adoración en vivo"    | Ganador   | [ 7 ]  |
| 2003 | Álbum del Año               | Álbum "Alabanza y adoración en vivo"    | Ganador   | [ 7 ]  |
| 2004 | Canción del año             | Canción "El Sándalo"                    | Nominado  | [ 8 ]  |
| 2004 | Compositor del año          | Yuval Pinjhas H. y Marcos Vidal         | Nominado  | [ 8 ]  |
| 2004 | Álbum del Año               | Álbum "El Trío"                         | Nominado  | [ 8 ]  |
| 2005 | Canción del Año             | Canción "Aslan"                         | Ganador   | [ 9 ]  |
| 2005 | Mejor álbum vocal masculino | Álbum "Aire Acústico"                   | Ganador   | [ 9 ]  |
| 2005 | Mejor álbum del Año         | Álbum "Aire Acústico"                   | Nominado  | [ 9 ]  |
| 2006 | Canción del Año             | Canción "Magerit"                       | Nominado  | [ 10 ] |
| 2006 | Compositor del Año          | Marcos Vidal                            | Nominado  | [ 10 ] |
| 2006 | Productor del Año           | Juan Carmona, Marcos Vidal y Tony Rijos | Nominado  | [ 10 ] |
| 2006 | Álbum del Año               | Álbum "Dedicatoria"                     | Nominado  | [ 10 ] |

### Premios Enlance Musical
| Año  | Categoría                   | Trabajo Nominado             | Resultado | Ref    |
| ---- | --------------------------- | ---------------------------- | --------- | ------ |
| 2003 | Álbum de alabanza/adoración | Alabanza y adoración en vivo | Ganador   | [ 11 ] |

### Latin Grammy Awards
| Año  | Categoría                          | Trabajo Nominado | Resultado | Ref    |
| ---- | ---------------------------------- | ---------------- | --------- | ------ |
| 2013 | Mejor Álbum Cristiano (En Español) | Tu Nombre        | Nominado  |        |
| 2016 | Mejor Álbum Cristiano (En Español) | 25 años          | Ganador   | [ 12 ] |
| 2023 | Mejor Álbum Cristiano (En Español) | Lo que vemos     | Ganador   | [ 13 ] |